# Nazionale maschile di pallamano della Romania
La nazionale di pallamano maschile della Romania è la rappresentativa pallamanistica maschile della Romania ed è posta sotto l'egida della Federazione rumena di pallamano (Federația Română de Handbal) e rappresenta il paese nelle varie competizioni ufficiali o amichevoli riservate a squadre nazionali.
Con quattro titoli mondiali conquistati, al pari della Svezia, è la nazionale più titolata al mondo dopo la Francia (sei titoli). Con la nazionale francese condivide anche il primato di aver vinto due titoli mondiali consecutivi. Nel suo palmarès figurano anche un argento e tre bronzi olimpici, tuttavia i successi principali di questa nazionale si sono accumulati a cavallo fra anni 60 e anni 70. L'ultimo risultato di rilievo è il terzo posto conquistato nel mondiale del 1990.

## Palmarès

### Olimpiadi
- (1976)
- (1972, 1980, 1984)

### Mondiali
- (1961, 1964, 1970, 1974)
- (1967, 1990)

### Competizioni principali
- 1936: 5º posto
- 1972:  3º posto
- 1976:  2º posto
- 1980:  3º posto
- 1984:  3º posto
- 1988: non qualificata
- 1992: 8º posto
- 1996: non qualificata
- 2000: non qualificata
- 2004: non qualificata
- 2008: non qualificata
- 2012: non qualificata
- 2016: non qualificata
- 2020: non qualificata
- 2024: non qualificata

- 1938: non qualificata
- 1954: non qualificata
- 1958: 13º posto
- 1961:  Campioni
- 1964:  Campioni
- 1967:  3º posto
- 1970:  Campioni
- 1974:  Campioni
- 1978: 7º posto
- 1982: 5º posto
- 1986: 9º posto
- 1990:  3º posto
- 1993: 10º posto
- 1995: 10º posto
- 1997: non qualificata
- 1999: non qualificata
- 2001: non qualificata
- 2003: non qualificata
- 2005: non qualificata
- 2007: non qualificata
- 2009: 15º posto
- 2011: 19º posto
- 2013: non qualificata
- 2015: non qualificata
- 2017: non qualificata
- 2019: non qualificata
- 2021: non qualificata
- 2023: non qualificata
- 2025: non qualificata

- 1994: 11º posto
- 1996: 9º posto
- 1998: non qualificata
- 2000: non qualificata
- 2002: non qualificata
- 2004: non qualificata
- 2006: non qualificata
- 2008: non qualificata
- 2010: non qualificata
- 2012: non qualificata
- 2014: non qualificata
- 2016: non qualificata
- 2018: non qualificata
- 2020: non qualificata
- 2022: non qualificata
- 2024: 22º posto